# Jean Gardin
Jean Charles Émile Gardin CSSp (ur. 28 października 1941 w Saint-Pois) – francuski duchowny katolicki posługujący w Kongo, biskup diecezji Impfondo w latach 2011–2019.

## Życiorys
Święcenia kapłańskie przyjął 29 czerwca 1969 w Zgromadzeniu Ducha Świętego. Po święceniach przez rok studiował w paryskim Instytucie Katolickim. W latach 1970-1995 był misjonarzem w Kongo. Po powrocie do Francji został kierownikiem ośrodka misyjnego w Poullart-des-Places.
30 października 2000 papież Jan Paweł II erygował prefekturę apostolską Likouala i mianował ks. Gardina jej pierwszym prefektem.

### Episkopat
11 lutego 2011 papież Benedykt XVI z dotychczasowej prefektury Likouala utworzył diecezję Impfondo. Ks. Gardin tym samym został jej pierwszym biskupem. Sakry biskupiej udzielił mu 26 marca 2011 kard. Laurent Monsengwo Pasinya.